# Catherine Paradeise
 (juin 2019).
Catherine Paradeise, née le 15 décembre 1946 à Paris, est une sociologue française. 
Ses domaines de recherche couvrent les institutions d'enseignement supérieur et de recherche, les politiques publiques en matière de recherche, les relations humaines professionnelles et du travail, les professions, les marchés du travail.

## Biographie
Catherine Paradeise est née à Paris en décembre 1946,  elle fait des études secondaires au lycée Marie-Curie (Sceaux). Elle est admise à l'Institut d'études politiques de Paris en 1963 dont elle sort diplômée dans la filière « économique et financière» en 1966, à l'âge de 19 ans. Elle obtient en 1969 le DEA pionnier de sociologie mis en place par l'École des hautes études en sciences sociales (EPRASS-EHESS) puis grâce à une bourse Fulbright, un master of arts à l'université du Michigan. À son retour en France, elle soutient en 1974 une thèse de 3e cycle de sociologie à l'université Paris Descartes (aujourd'hui Université de Paris), sous la direction du démographe Alain Girard. Dix ans plus tard, une thèse d'État supervisée par Raymond Boudon à Paris IV (devenue depuis lors Sorbonne université) parachève son cursus. 

### Parcours professionnel
De 1971 à 1974 Catherine Paradeise travaille comme chargée de recherche contractuelle à l’Institut national de la statistique et des études économiques et au laboratoire d’économétrie et de gestion de l’École polytechnique. De 1971 à 1981 elle rejoint comme chargée de cours puis assistante l’université Paris X (devenue Paris Ouest-Nanterre-La Défense). En 1981 elle devient maître-assistante  puis maître de conférences à l’université de Nantes. De 1987 à 1993 elle est professeur de sociologie à l’université Louis Lumière-Lyon II, devenue Université de Lyon. De 1991 à 1994 elle est directrice adjointe du département des Sciences de l'Homme et de la Société du CNRS. En 1994 elle est élue à l’École Normale Supérieure de Cachan (désormais ENS Paris-Saclay), rénove en profondeur et dirige le département de sciences sociales puis devient directrice adjointe de l'École de 1999 à 2003. En 2004 elle rejoint l’université Paris Est-Marne la Vallée (aujourd'hui Université Gustave Eiffel) pour contribuer à y créer en 2007 un Laboratoire d'Excellence, SITES (Sciences, Innovation et Techniques en Société) animé depuis 2011 par l'IFRIS (Institut Francilien Recherche Innovation Société), et un centre de recherche LISIS (Laboratoire Interdisciplinaire Sciences Innovations Sociétés), devenu UMR du CNRS, de l'INRAE et de l'Université Gustave Eiffel en 2017.

### Autres activités et responsabilités
En 1989, Catherine Paradeise et Pierre Tripier sont à l'initiative de la création de l'Association des sociologues enseignants du supérieur (ASES), dont elle a été la première présidente.
De 1987 à 2014, Catherine Paradeise a dirigé 29 thèses et HdR
Elle a été membre du Comité de rédaction de la revue Sociologie du Travail et senior editor de la revue Organization studies.
En 2018, Catherine Paradeise crée le Festival de Cinéma des Utopies Réelles (FCUR) dans le cadre de l'IFRIS, en collaboration avec le Comité de Bassin d'Emploi de Bayonne-Tarnos et la Chaire Crisalidh de l'Université de Bordeaux. Consacré à l’innovation sociale, le festival se tient chaque année à Hendaye.

## Distinctions

### Décorations
- Chevalier de la Légion d'honneur (2009)[6]
- Officier de l'ordre national du Mérite (2014)[7] ; chevalier en 1998[8]
- Officier de l'ordre des Palmes académiques (1997)

### Prix
- 1969 : boursière de la fondation Fulbright[9].

## Publications
- 2015 : In search of academic quality.  (avec J.-C. Thoenig). Houndsmill, Palgrave-MacMillan.  (Traduction espagnole: 2017. En busca de la calidàd academica. Mexico, Fondo de cultura economica)[10].
- 1998 : Les comédiens, profession et marchés du travail. Paris, Presses universitaires de France.
- 1982 : Le prince bureaucrate. (avec R. Laufer). Paris, Flammarion. (Traduction espagnole: 1988 : El principe burocrata. Mexico Trillas. Traduction anglaise: 1990 puis 2016. Marketing democracy, New Jersey, Transaction publishers).

Outre une centaine d'articles scientifiques, elle a également coordonné un ensemble d'ouvrages, parmi lesquels: 
- 2017. avec R. Bloch, A. Mitterle et T. Peter. Elite Universities and the Production of Academic Elites. Discourses, Policies and Strategies of Excellence and Prestige in Higher Education, Palgrave-MacMillan.
- 2016. avec  E. Berman, University under Pressure, Research in Sociology of organizations Series, Emerald.
- 2015. avec D. Lorrain et D. Demazière, Sociologies françaises. Héritages (1960-2010), Presses de l'Université de Rennes, France.
- 2009. avec G. Mallard et A. Peerbaye, Global science and national sovereignty. Studies in historical sociology of science, Routledge, New York (version poche 2011).
- 2009. avec E. Ferlie, I. Bleiklie et E. Reale, University governance: Western European comparative perspectives, Springer, Dordrecht.
- 1990. avec J.- D. Reynaud, F. Eyraud et J. Saglio, Les systèmes de relations professionnelles, examen critique d’une théorie, Editions du CNRS, Paris.